# 小山弥兵衛
小山 弥兵衛（こやま やへえ、宝永2年（1705年） - 天明8年?（1788年））は、江戸時代中期の一揆指導者。

## 経歴・人物
但馬国磯部庄大内村の年寄役。元文3年（1738年）年貢減免と夫食貸しを求めた生野一揆を起こし、翌年肥前国の壱岐へ島流しとなる。天明8年?（1788年）流刑地で死去。